# Yoannis XII. von Alexandria
Yoannis XII. von Alexandria oder Johannes XII. († 1483) war der 93. Papst der koptisch-orthodoxen Kirche. Seine Amtszeit war zwischen 1480 und seinem Tode 1483. Sein Vorgänger war Michael VI. und sein Nachfolger war Johannes XIII.